# Tranzitivní třída
Tranzitivní třída je matematický pojem z oblasti teorie množin. Hraje důležitou úlohu v definici ordinálních čísel.

## Definice
Třída T je tranzitivní, je-li {\displaystyle (\forall x)(x\in T\rightarrow x\subseteq T)}.

## Příklady
- Každé ordinální číslo je tranzitivní množina.
- Fundované jádro {\displaystyle \mathbf {WF} } je největší tranzitivní třída, na níž je relace {\displaystyle \in } fundovaná.